# Moritz Nebel
Moritz Nebel (* 25. September 1991 in Erlangen) ist ein deutscher Fußballspieler, der derzeit beim Regionalligisten FV Illertissen unter Vertrag steht.

## Karriere
In seiner Kindheit spielte Moritz Nebel beim VfL Kaufering und ging mit zwölf Jahren zum FC Augsburg. Dort durchlief er die weiteren Jugendjahre. Als A-Jugendlicher bekam er dort die Gelegenheit, mit der Profimannschaft zu trainieren. Als Anfang Oktober 2009 mehrere Spieler der ersten Mannschaft Länderspieleinsätze absolvierten, wurde er als Ergänzung in das Aufgebot für ein Freundschaftsspiel gegen den Erstligisten TSG 1899 Hoffenheim aufgenommen und kam als Einwechselspieler erstmals zu einem Einsatz mit den Profis. Nebel nahm zweimal pro Woche und während der Schulferien am Profitraining teil und wurde auch als Ersatzspieler ins Aufgebot für die Ligaspiele aufgenommen. Zum Auftakt der Rückrunde am 17. Januar 2010 hatte er seinen ersten Zweitligaeinsatz in der Schlussviertelstunde beim Stand von 3:0 gegen Energie Cottbus. Seinen ersten Einsatz über 90 Minuten im Profibereich bestritt Nebel am 31. Oktober 2010 beim 3:0-Sieg des FC Augsburg bei Rot-Weiß Oberhausen. 
Nebel spielte in der Saison 2011/12 keine große Rolle im Kader von Jos Luhukay. Zur Saison 2012/13 steht Nebel im Kader der zweiten Mannschaft (U-23). Zur Saison 2014/15 wechselte Nebel zum FV Illertissen.

## Leben
Nebel besuchte das Dominikus-Zimmermann-Gymnasium in Landsberg am Lech, das er 2011 mit dem Abitur abschloss.